# 千浜もあな
千浜 もあな（ちはま もあな、2007年9月11日 - ）は、日本のアイドル、タレント、俳優。STAR PLANET所属のアイドルグループLumiUnion（旧 浪江女子発組合）のメンバー。
スタプラ研究生の元メンバー。
埼玉県出身。スターダストプロモーション所属。

## 略歴
2021年春、私立恵比寿中学の新メンバーオーディションに参加、最終審査へ進む（モアナ として）。
2021年、STARDUST PLANET（現 STAR PLANET）のスタプラ研究生の一員となる。
2021年夏、ukkaの新メンバーオーディションに参加、最終審査へ進む（モアナ として）。
2021年10月5日、Instagram (@moana.chihama_official) アカウント開設、初投稿。
2022年4月23日、中野サンプラザにて開催されたTEAM SHACHIのライブ「TEAM SHACHI TOUR 2022 〜猪突！猛進！猛進！猛進！猛進！〜」東京公演にスタプラ研究生の一員としてバックダンサーとして出演。記念すべき初舞台となる。
2022年12月20日、TikTok (@moana_chihama.official) アカウント開設、初投稿。
2023年11月11日、浪江女子発組合に新メンバーのひとりとして加入した。スタプラ研究生からは千浜以外に青山菜花が加入した。スタプラ研究生としての活動も同時に行っていくスタプラ研究生と浪江女子発組合の兼任メンバーとなった。
2024年6月8日、東京・海の森水上競技場にて開催された「クロフェス2024〜5周年だよ！全員集合だしん！〜」にスタプラ研究生の一員として出演。この日をもって青山菜花と共にスタプラ研究生を卒業した。
2024年6月9日、青山菜花と共に浪江女子発組合の専属メンバーとなった。
2024年6月29日 - 7月7日、新宿・シアターサンモールにて行われる新作ミュージカル「雫の星語り~Only God Knows~」に出演。千浜にとって初の舞台出演となった。

## 人物・エピソード
- 愛称は「もあち」[12]。
- 趣味は舞台鑑賞、SUP、ダンス[13]。特技は空手（初段）、ママとパパをたくさん言うこと[13]。
- 千浜ファンの呼称は「もあちーむ」[12]。
- 埼玉県出身ということもありサッカーJリーグの浦和レッドダイヤモンズ（浦和レッズ）のサポーター[14][15]。
- 推しのアイドルは超ときめき♡宣伝部の小泉遥香[16][17]。
- 2021年4月に行われた私立恵比寿中学新メンバーオーディション最終審査「エビ中新メンバーオーディション合宿」では後に私立恵比寿中学メンバーとなる小久保柚乃（オーディション時はユノ名義）と同じチーム（チーム名：グリーンサラダ）であった。

## 出演
※グループとしての出演および作品は、「スタプラ研究生」、「LumiUnion」（旧 浪江女子発組合）の項を参照のこと。またSTAR PLANET（旧 STARDUST PLANET）としての出演および作品は「STAR PLANET」の項を参照のこと。

### WEB
- やかんとアイドル（複数回出演、YouTube）

### 舞台
- ミュージカル「雫の星語り~Only God Knows~」（2024年6月29日 - 7月7日、新宿・シアターサンモール） - キツネ 役[10]